# Związek gmin Limpurger Land
Związek gmin Limpurger Land – związek gmin (niem. Gemeindeverwaltungsverband) w Niemczech, w kraju związkowym Badenia-Wirtembergia, w rejencji Stuttgart, w regionie Heilbronn-Franken, w powiecie Schwäbisch Hall. Siedziba związku znajduje się w mieście Gaildorf, przewodniczącym jego jest Ralf Eggert.
Związek zrzesza jedno miasto i trzy gminy wiejskie:
- Fichtenberg, 2 821 mieszkańców, 24,19 km²
- Gaildorf, miasto, 12 332 mieszkańców, 62,56 km²
- Oberrot, 3 680 mieszkańców, 37,92 km²
- Sulzbach-Laufen, 2 506 mieszkańców, 43,96 km²